# Tae-yang-ui yeoja
Tae-yang-ui yeoja (태양의 여자?), nota anche con il titolo internazionale Women in the Sun, è una serie televisiva sudcoreana del 2008.

## Trama
Shin Do-young nasconde un passato a dir poco oscuro: abbandonata dalla famiglia in orfanotrofio, venne adottata da una coppia a cui in seguito nacque una bambina. Temendo di diventare "di troppo", Do-young lasciò la sorellina di cinque anni presso una stazione dei treni, facendone perdere le tracce. Anni dopo, la ragazza decide di vendicarsi di Do-young, distruggendo l'esistenza apparentemente perfetta della sorella.